# ウォークスオペラ
ウォークスオペラは、ウォークスオペラスタジオが運営している、タレント（俳優、声優、ナレーター、司会、アーティスト）データベースである。

## 概要
全国の制作会社や収録スタジオが参照するデータベースにタレント登録（在籍）することができ、また加盟事務所へ所属できるワークショップを開催している。

## 過去の所属タレント[1]
- 季子
- 原しょう（現所属：スーパーシャークエンターテイメント[2]）
- 野田あゆ美
- 古川未鈴（希咲未鈴として）

## 主な指導員
- 伊藤美紀 (声優)
- 八瑞宮瑞穂